# SaferNet

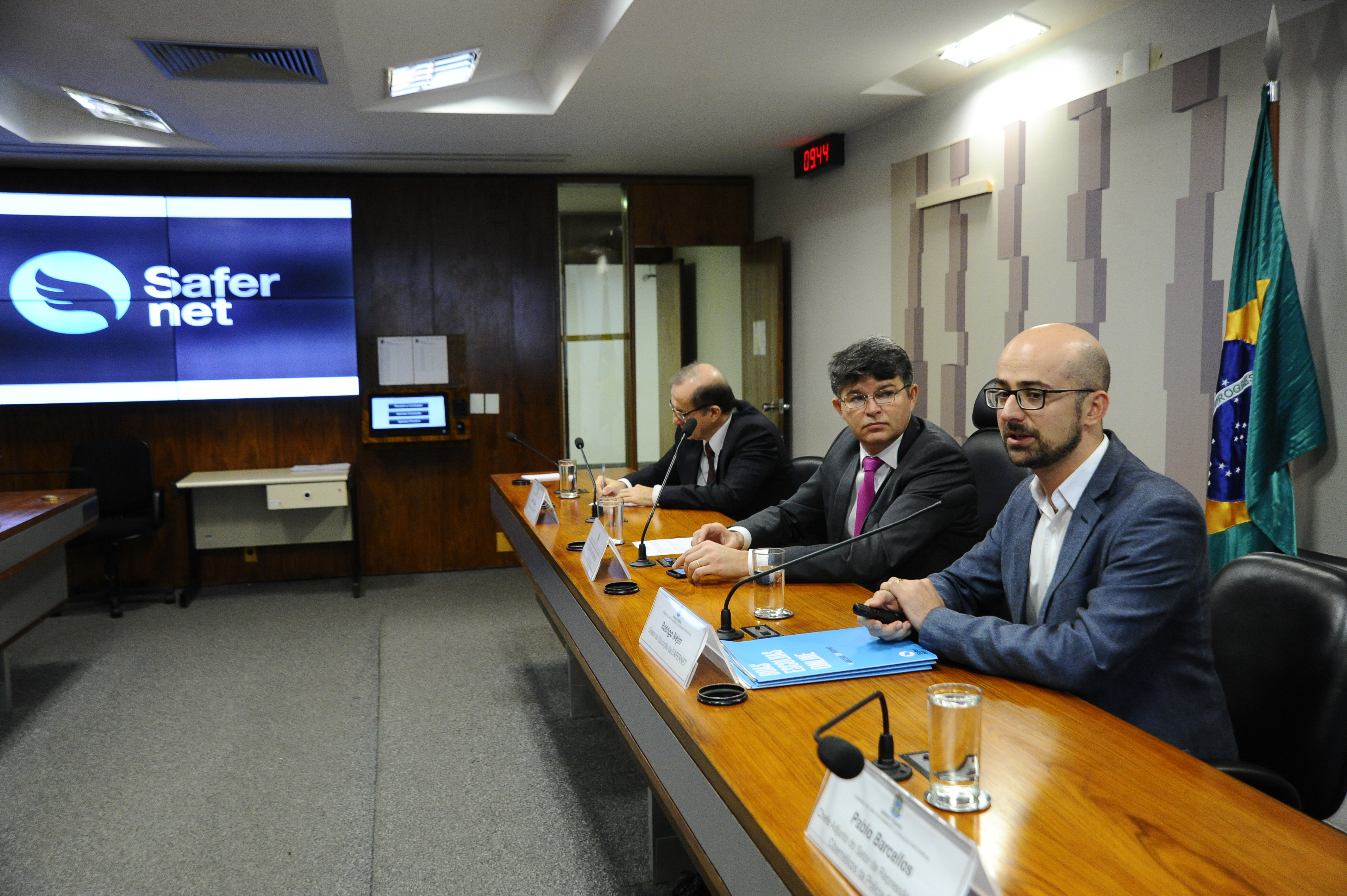
Rodrigo Nejm, diretor da SaferNet Brasil, fala na Comissão de Direitos Humanos e Legislação Participativa

A SaferNet é uma organização não governamental, sem fins lucrativos, que reúne cientistas da computação, professores, pesquisadores e bacharéis em direito com a missão de defender e promover os direitos humanos na Internet. Atua recebendo denúncias de crimes cibernéticos contra os direitos humanos e maus tratos contra animais no Brasil. Seu sítio congrega as notícias sobre estes crimes, seu combate e as sentenças, disponibilizando publicamente a legislação existente sobre crimes de informática, além de receber denúncias on-line. É especialmente voltada à luta contra crimes ligados à pedofilia e todas as formas de racismo em sítios brasileiros, feitos por brasileiros, ou voltados para o Brasil, em qualquer provedor, ainda que estrangeiro.
Através da Central Nacional de Denúncias de Crimes Cibernéticos, operada em parceria com o Ministério Público Federal, oferece um serviço anônimo de recebimento, processamento, encaminhamento e acompanhamento em linha de denúncias sobre qualquer violação aos direitos humanos praticado em âmbito virtual.

## Programa Cidadão Digital
Desde 2020 a SaferNet realiza o programa Cidadão Digital, que tem como objetivo formar jovens mobilizadoras/es em temáticas de segurança, educação midiática e cidadania digital, e também de promoção de ações educativas remotas sobre os temas junto a educadores da rede pública de ensino e adolescentes de 13 a 17 anos de todo o país.
Na edição de 2020, houve 292 inscritos, de 23 unidades federativas do Brasil. 100 destes foram selecionados para passar pelo processo de formação e 14 se tornaram embaixadores do programa para realizar atividades em suas respectivas regiões. A instituição produziu uma cartilha chamada Guia Cidadão Digital. Através do guia, jovens conhecem meios de organizar atividades sobre temas como privacidade, relacionamentos na internet e autocuidado.

## Thiago Tavares
O fundador e presidente da SaferNet, Thiago Tavares, deixou o Brasil e está autoexilado na Alemanha. Thiago Tavares recebeu ameaças de morte por participar de um evento do Tribunal Superior Eleitoral sobre desinformação nas eleições.